# ISDAマスター契約
ISDAマスター契約（いすだ-けいやく：ISDA Master Agreement）は、国際的に最もよく用いられている店頭デリバティブ取引の基本契約書。日本語では、ISDAマスター・アグリーメント、ISDAマスター契約書とも。一連の文書の枠組みの一部で、店頭デリバティブについて完全かつフレキシブルなドキュメンテーションが可能なように設計されている。この枠組みは、ISDAマスター契約、スケジュール（Schedule）、コンファメーション（Confirmation）、定義集のブックレット、およびクレジット・サポート・アネックス（Credit Support Annex：CSA）から構成される。ISDAマスター契約は、国際スワップデリバティブ協会（ISDA）によって出版されている。
ISDAマスター契約は、これを締結した両当事者間で締結される全ての取引について適用される標準的な契約条件を定める文書である。取引が締結されるごとに、ISDAマスター契約の契約条件が再交渉されることなく自動的に適用されることとなる。
銀行などの金融機関の利用するものと見られることもあるが、ISDAマスター契約は様々な種類のカウンターパーティーとの間で広く用いられている。

## 利点
ISDAマスター契約は、極めて長大で、その交渉過程の負担は重いかもしれないが、ひとたびISDAマスター契約が署名されれば、その当事者間の将来の取引についてのドキュメンテーションは、当該取引の重要な契約条件についての短いコンファメーションで足りることとなる。
ISDAマスター契約はさらに、契約条件を定義し契約の趣旨を説明するための広範囲にわたる資料を提供するもので、これによって紛争を減少させることにも役立つ。そのため、法的紛争が予防されるとともに、標準的な契約条件の解釈の中立的な資料となる。また、ISDAマスター契約は両当事者間のリスク・マネジメントおよびクレジット・マネジメントに大いに役立つ。

## 歴史
ISDAマスター契約は、1985年にISDAが導入し1986年に改訂したスワップ・コード（Swaps Code）が発展したものである。その初期の様式の構成は、標準定義集、表明・保証、期限の利益喪失事由および救済手段であった。
1987年、ISDAは3つの文書を作成した。(i)米ドル建て金利スワップ基本契約の標準様式、(ii)複数通貨金利・通貨スワップ基本契約の標準様式（併せて「1987年ISDAマスター契約」（1987 ISDA Master Agreement）という。）および(iii)金利・通貨定義集である。
1990年代になってISDAは多くの文書を作成した。例えば、(i)スワップ・コードの改訂版として、1991年ISDA定義集（1991 ISDA Definitions）（後に作成された2000年ISDA定義集（2000 ISDA Definitions）に置き換わった。）、(ii)1987年ISDAマスター契約の改訂による1992年ISDAマスター契約（1992 ISDA Master Agreement）、(iii)1992年ISDAマスター契約ユーザーズ・ガイド（User's Guide to 1992 ISDA Master Agreement）（1993年作成。1992年ISDAマスター契約の逐条解説書）、(iv)コモディティ・デリバティブ定義集（1993年作成、2000年追補）、および(v)アネックス（担保取引のドキュメンテーションのためのもの。1994年に最終化され、1995年にユーザーズガイドも作成。）がある。
マスター契約はさらに2002年にも改訂された（2002年ISDAマスター契約（2002 ISDA Master Agreement））。1992年ISDAマスター契約を改訂する動きは、1990年代後期にグローバル金融市場に影響を及ぼすいくつもの危機が続いたことに端を発する。これらの危機、すなわち、香港の証券会社 ペレグリン・インベストメンツ・ホールディングスの清算や、1998年のロシア財政危機などは、ISDA文書にとっては未曾有のレベルでの試練であった。ISDA文書はこれらの危機を持ち堪えたが、ISDAは、これらの危機からの教訓を学びその文書の戦略的な見直しを行うことを決定した。その見直しがやがて1992年ISDAマスター契約の全面改訂へとつながり、2002年ISDAマスター契約へと結実したのである。

## 文書の構造
ISDAマスター契約を中心として、その周囲に他のISDA文書構造が構築されている。不動文字のマスター契約は、当事者の名称の記入を除いて一切の変更はなされない。ただし、マスター契約の別紙たるスケジュール（マスター契約についての選択、追加および変更を定める文書）を利用することによってカスタマイズすることになる。
スケジュールとともに、マスター契約は、その当事者間の取引のリスクを適切に分配するために必要な一般的契約条件の全てを定めるものであるが、特定の取引に特有の取引条件については一切定めない。ひとたびマスター契約が締結されれば、その当事者は、電話で重要な取引条件に合意しコンファメーションで文書として証拠化するだけで、マスター契約に定められた基本的な契約条件には再び触れることなく、数多くの取引を締結することができる。
マスター契約には2つのバージョンがある。単一通貨によってのみ取引する同一法域内の当事者間の取引のためのローカル・カレンシー・バージョンと、両当事者が異なる法域に位置し異なる通貨で取引する場合に用いるマルチカレンシー・バージョンである。マルチカレンシー・バージョンの規定は、ローカル・カレンシー・バージョンとは異なり、租税、支払通貨、取引を締結する複数の営業所の利用、および送達代理人の指定に係る事項を取り扱う。a[›]

### 単一契約性
2002年ISDAマスター契約のセクション1(c)は次のように規定する。
"All transactions are entered into in reliance on the fact that this Master Agreement and all Confirmations form a single agreement between the parties ... and the parties would not otherwise enter into any Transactions."
（全ての取引は、本マスター契約および全てのコンファメーションが両当事者間の単一の契約を構成するとの事実に依拠して締結され、…両当事者はそうでない限りいかなる取引も締結しない。）
この単一契約の概念はこの構造に不可欠なものであり、ISDAマスター契約に基づくネッティングによる保護の一部を構成するものである。全ての取引が1つの取引であるという事実によって、期限の利益喪失時に、全ての取引を結了させて単一のネットの支払額とすることができるのである。

### 期限の利益喪失事由と解約事由
ISDAマスター契約セクション5が「期限の利益喪失事由」（Event of Default）と「解約事由」（Termination Event）を規定する。これらの事由は、予定された期限より前に取引を終了させることとなり得るものである。
期限の利益喪失事由は、要するに、一方当事者が責任を負う事由である。例えば、取引に基づく履行の懈怠、表明または約束の違反、倒産などである。
解約事由は、それ以外の事由であって、いずれの当事者も責任があるわけではないが、取引の期限前解約の根拠となる事由である。例えば、取引への課税をもたらすような税法の変更、違法性、信用力の悪化をもたらす一方当事者の合併などである。

### クローズアウト・ネッティング
ISDAマスター契約のセクション6は、一方当事者について期限の利益喪失事由または解約事由が発生した場合に他方当事者に取引を早期に解約することができる旨を規定し、かつ、当該取引の解約時の価額を算出しネットすることで両当事者間の単一の支払額とする（クローズアウト・ネッティングないし一括清算）ための手続を定める。
これらの規定の適用の仕方については、当事者がスケジュールにおいて選ぶべき2つのポイントがある。
- ネット後の解約時の価額が責任のある当事者に対して支払うべきものとなった場合に、責任を負わない当事者が支払う必要があるか否か。これが、支払に係る「ファースト・メソッド」（First Method）（責任のない当事者は支払う必要がないもの）と「セカンド・メソッド」（責任のない当事者も支払う必要があるもの）の選択である。
- 取引の解約時の価額を、代替取引についてのマーケットのディーラーからの見積りによって決定するか、または、責任のない当事者が早期解約による利益もしくは損失を算出することによって決定するか。これが、支払に係る「マーケット・クォーテーション」（Market Quotation）または「損失」（Loss）の選択である。

上記が適用があるのは1992年ISDAマスター契約のみである。2002年マスター契約はファースト・メソッドを廃止しセカンド・メソッドに一本化した。実際、ファースト・メソッドは非常にまれにしか選ばれなかった。なぜなら、これを選んだ場合には、関連する金融機関は、その（ネットではなく）グロスで当該マスター契約に基づくエクスポージャーを報告する必要があったためである。さらに、2002年マスター契約はマーケット・クォーテーションとロスの区別を単一の概念に置き換えた。「クローズアウト金額」（Close-out Amount）である。これは解約取引（Terminated Transaction）ごとに決定されるものだが、大まかにいえば、期限前解約日（Early Termination Date）時点で同等の取引を締結した場合に生じる利益または損失のことである。クローズアウト金額と未払金額（Unpaid Amount）の総額が「期限前解約金額」（Early Termination Amount）である。これは、解約取引に関して一方当事者から他方当事者に支払われるネットの金額である。

### 課税
ISDAマスター契約セクション2(d)は、取引の一方当事者に租税の支払義務が課された場合の帰結について規定している。一定の「補償すべき租税」（Indemnifiable Taxes）についてはグロスアップ義務がある。これは、ISDAマスター契約の他の規定とも結びつくものである。例えば、セクション3(e)および同(f)の表明、セクション4(a)および同(d)の約束、およびセクション5(b)(ii)および同(iii)の解約事由がある。これらの規定は、極めて複雑であるため、交渉担当者は通常、その結果が本当に意図に反するものではないかどうか十分に注意を払うものである。
個別のデリバティブ取引に関連する課税の範囲としては、例えば、利子に対する源泉徴収課税や、準源泉徴収課税、物品サービス税および印紙税がある。

### マルチブランチ
ISDAマスター契約セクション10は、2つ以上の営業所ないし支店かつ2つ以上の法域を通じて取引を行う当事者に関して問題となる事項について取り扱う。

## 関連する文書

### スケジュール
スケジュール（Schedule）は、マスター契約に添付される別紙であり、マスター契約の内容を変更してカスタマイズするために用いられる。例えば、マスター契約において当事者に示された様々な選択肢から選んだり、マスター契約にはない規定を追加したりすることができる（なお、後述のクレジット・サポート・アネックスのパラグラフ11またはパラグラフ13も同様に用いることができる。）。スケジュールには以下のような内容が規定されている。
- マスター契約において言及される選択（例えば、ファースト・メソッドとセカンド・メソッド、マーケット・クォーテーションとロス、一定の期限の利益喪失事由の閾値、当事者が用いる営業所など。）
- マスター契約の契約条件について両当事者が合意した変更
- 両当事者が規定したい追加的な契約条件（例えば、クローズ・アマウント金額と他の契約上の支払額の相殺など）

印刷されたマスター契約の様式は、その文書それ自体を変更することは一切ない。交渉過程においては交換されることすらない。標準的な契約条件が常に用いられることが前提となっているからである。

### クレジット・サポート・アネックス
クレジット・サポート・アネックス（Credit Support Annex：CSA)は、当事者の選択によって追加されるものではあるが、広く用いられている。CSAが追加されるのは、両当事者が、一方当事者の他方当事者に対するエクスポージャーが合意された金額を超えた場合には担保物を差し入れる旨を合意した場合である。CSAは担保物の差入れおよび返還、用い得る担保物の種類、ならびに担保された当事者による担保物の取扱いについて規定している。

### コンファメーション
デリバティブ取引は通常、口頭か電子的手段によって締結され、この時点で両当事者間の契約が成立する。契約条件の証拠はコンファメーション（Confirmation：通常は短い書簡である。）に記載され、ファックスか電子メールで送付される。コンファメーションの様式はマスター契約に規定されており、コンファメーションへの異議または変更はその受領後、限定された時間においてのみ許されるのが通常である。コンファメーションは通常はとても短く（複雑な取引を除く。）、日付、金額および利率以外にはわずかしか記載されていない。コンファメーションは取引条件に関する紛争の可能性を最小化するために交換される。

### 定義集
ISDAは、様々な種類のマスター契約を補足する資料を出版しており、その例として定義集やユーザーズガイドがある。これらは、紛争を予防し、マスター契約の一貫した使用および解釈を促進するように設計されている。これらの資料はISDAによって出版され、直近の規制や市場の変化を反映するために定期的に改訂されている。
取引の種類（クレジット・デリバティブ、通貨デリバティブ、エクイティ・デリバティブなど。）ごとに、それぞれの定義集のブックレットがある。

## 法的観点

### 準拠法
ISDAマスター契約は、契約準拠法として、ニューヨーク州法またはイングランド法のいずれかがスケジュールにおいて選択されることを想定している。

### ペイメント・ネッティング
ISDAマスター契約により、当事者は店頭デリバティブ取引のエクスポージャーをネット・ベースで計算することができる。すなわち、当事者は、ISDAマスター契約に基づいて自身がカウンターパーティーに対して負う金額と、同契約に基づいてカウンターパーティーが自身に対して負う金額の差額を計算するのである。
この計算は、各取引のその時点でのポジションを反映すべく、時価ベースで行われる。
ISDAマスター契約により同一日に生じた同一取引に基づく支払のネッティングが可能であり、そのため、両当事者間では、同一取引については、一度の金額の交換で足り、複数の支払をする必要はない。さらに、多くのカウンターパーティーは、1つの取引か複数の取引かを問わず同一日に生じた全ての金額をネットすることにも合意している。

### クローズアウト・ネッティング
前述のとおり、期限前解約の際にはクローズアウト・ネッティングによって単一の期限前解約金額に一本化されることになる。ただし、当事者の一方が倒産した場合などに法域によってはこれが有効と認められない可能性があることに留意を要する。このため、そのような場合でもクローズアウト・ネッティングを有効とすべく、法域によっては倒産法上特別の規定が置かれていることがある（例えば、日本の場合は、破産法58条5項や金融機関等が行う特定金融取引の一括清算に関する法律3条など。）。

### 相殺
相殺とは、両当事者が相互に負担する既に弁済期にある負債を消滅させて差額に相当する弁済期にある負債に一本化するという決済方法である。なお、当事者は弁済期経過後の支払については遅延利息を課されるため、期限通りに支払うよう動機づけられる。
店頭デリバティブ取引の両当事者間における期限前解約金額とこれと対立する債権との相殺を支援するため、例えば、米国の連邦倒産法は、店頭デリバティブ取引の当事者を同法に基づく自動停止（automatic stay）の対象から除外し、倒産による停止命令の最中であっても、倒産債権者たる当事者と倒産者たる当事者の間の相殺を許容している。

### 権限・能力
ある個人がその会社を拘束する権限を有するか否かという問題を解決するための原則は、デリバティブに特殊なものではない。伝統的な代理法に基づいて定まるのである。基本的には、当該個人が、当該取引について当該会社を拘束するための権限を実際にまたは外観上有しているかどうかを判断するために、関連する状況をきちんと確認することが必要である。通常は、両当事者はコンファメーションに署名する権限のある者の署名リストを交換し、これをISDAマスター契約のスケジュールで参照する。マーケットの慣行として、この問題は、組織は自身の内部の授権について責任を負い、また、店頭デリバティブ取引を締結することができることを約束された者はそのような権限を外観上有している、との理解に基づいて取り扱われているのである。

### 依拠・適合性
店頭デリバティブ取引を行う一当事者が、当該取引の失敗時にカウンターパーティーによって責任を追及され得る場合の1つとして、当該カウンターパーティーが当該取引に関して当該当事者に依拠しており、かつ、当該当事者が、当該カウンターパティーに対して、何らかの信認義務を負っていたか、または当該取引の締結の勧誘に当たって誤解を招くような行動を取った、という場合がある。この場合、衡平法、契約法および不当取引規制のルールが、他の契約の場合と同様に、店頭デリバティブにも適用されることになる。
この責任を制限したい当事者は、その契約において依拠していない旨の表明を規定し、各当事者は相手方当事者に依拠せずに自ら独立の判断を行ったことを明らかにする。この表明は便利ではあるが、当事者の行動がこの表明と矛盾する場合には、不当取引を規制する法令などを理由とする訴訟を妨げることはできない。

### 期限前解約
相殺の規定は、カウンターパーティーとの間の履行期の到来した債権債務の相殺によってカウンターパーティーの倒産からの債権者の救済を図っているが、まだ弁済期にない将来のポジションについてのエクスポージャーについての救済は得られない。この問題に対して、ISDAマスター契約は、カウンターパーティーが倒産その他のISDAマスター契約上のデフォルトとなった場合に、当事者が取引を解約し清算することができるようにしている。
ISDAマスター契約は、当事者がISDAマスター契約と同契約に基づく全ての取引を解約できる事由として、期限の利益喪失事由と解約事由を規定している。一方当事者が期限の利益喪失事由の影響を受けた場合、他方の当事者はマスター契約を解約し、同契約に基づく全ての取引を清算することができる。これに対して、解約事由は両方の当事者が影響を受け得るものであり、通常は第三者の行為の結果として生じるものであるが、影響を受けた当事者は、他方当事者がISDAマスター契約を解約し清算できるようになるまでに解約事由を治癒するための猶予期間を与えられている。